# Villebernier
Villebernier – miejscowość i gmina we Francji, w regionie Kraj Loary, w departamencie Maine i Loara.
Według danych z 2010 r. gminę zamieszkiwało 1449 osób, a gęstość zaludnienia wynosiła 146 osób/km².